# Regius Professor of Medicine and Therapeutics (Glasgow)
Der Regius Chair of Medicine and Therapeutics ist eine Professur für Medizin und Pharmakologie an der Universität Glasgow und dort die älteste Professur. Sie entstand 1989 aus dem Zusammenschluss der Regius Professuren für Praxis der Medizin (gegründet 1637) und Materia Medica (gegründet 1831).

## Geschichte der Professur
Obwohl im 17. Jahrhundert einiges an praktischer medizinischer Ausbildung in Schottland verfügbar war, war eine universitäre Ausbildung dort kaum möglich. Alle Studenten durchliefen ein Grundstudium der Künste (Arts). Dabei wurde Latein, Griechisch, Logik, Moralphilosophie, Naturphilosophie (Physik) und Mathematik gelehrt. Das Studium wurde mit einem Master abgeschlossen. Eine Spezialisierung begann nach diesem Studium. Für eine medizinische Ausbildung mussten Studenten die britischen Inseln verlassen und auf dem Kontinent studieren. Chirurgie war seit 1215 eine Domäne der Barbiere, weil den zuvor praktizierenden Mönchen verboten wurde, Blut zu vergießen.
200 Jahre nach der Gründung der Universität wurde mit der Einsetzung von Robert Mayne, 1637, durch die Krone versucht, diesen Umstand zu beheben. Mayne schien auch gelegentlich zu lehren, aber die Verwaltung der Universität löste den Lehrstuhl 1642 auf. Das hinderte Mayne nicht, den Posten bis zu seinem Tod 1646 zu halten. Nach seinem Tod dauerte es bis 1714 (1713), als John Johnstoun durch Queen Anne in die Regius Professur berufen wurde. Auch er brachte keine dauerhafte Wende und so begann die ernsthafte Lehre der Medizin in Glasgow erst 1751 mit der Berufung von William Cullen.
Praxis erwarben Studenten ab 1794 an der neu eröffneten Glasgow Royal Infirmary, an deren Errichtung die Universität regen Anteil hatte. Auch der Regius Professor of Practice of Medicine lehrte hier. Das änderte sich 1874, als mit der Eröffnung der Western Infirmary ein modernes Krankenhaus unmittelbar neben dem Universitätskampus zur Verfügung stand. Fast das gesamte Universitätspersonal, darunter auch der Regius Professor, wechselte zur Western Infirmary. Die Royal reagierte darauf mit der Errichtung eines konkurrierenden College, 1876, und der Einrichtung des Muirhead Chair of Medicine, 1911.
| Name                        | Namenszusatz                                | von  | bis           | Anmerkung |
| --------------------------- | ------------------------------------------- | ---- | ------------- | --- |
| Robert Mayne                |                                             | 1637 | 1646          | Mayne oder Maine wurde 1637 zum Professor of Practice of Medicine berufen. Nach ihm wurde der Lehrstuhl längere Zeit nicht mehr besetzt. Mayne wird daher in den Listen der Regius-Professur nicht geführt. |
| John Johnstoun              |                                             | 1714 | 1750          | Nachdem über sechzig Jahre vergangen wurden, wurde mit Johnstoun der erste Regius-Professor auf den Lehrstuhl berufen. |
| William Cullen              |                                             | 1751 |               | Erst der dritte Versuch war erfolgreich, Medizin als Lehrfach zu etablieren. Cullen hatte seit 1746 außeruniversitäre Vorlesungen in Medizin gehalten und folgte Johnstoun gemäß einer Vereinbarung mit diesem. Cullen lehrte nicht auf Latein, sondern auf Englisch, was die Anzahl der Studenten steigerte, die besser Englisch als Latein sprachen. |
| Robert Hamilton (Mediziner) |                                             | 1756 |               | |
| Joseph Black                |                                             | 1757 |               | |
| Alexander Stevenson         |                                             | 1766 |               | |
| Thomas Charles Hope         |                                             | 1789 |               | |
| Robert Freer                |                                             | 1796 |               | |
| Charles Badham              | M.A., M.B., M.D.                            | 1827 |               | |
| William Thomson (Mediziner) |                                             | 1841 |               | |
| John MacFarlane (Mediziner) |                                             | 1852 |               | |
| William Tennant Gairdner    | K.C.B., M.D.                                | 1862 | 1900          | Der aus einer angesehenen Edinburgher Akademikerfamilie stammende Gairdner hatte sich an der University of Edinburgh nicht nur als Lehrer, sondern auch als scharfsinniger Forscher erwiesen. |
| Thomas McCall Anderson      | Esq., M.D.                                  | 1900 |               | |
| Samson Gemmell              | Esq., M.D.                                  | 1908 |               | |
| Thomas Kirkpatrick Monro    | Esq., M.D.                                  | 1913 | 1936          | Vor seiner Berufung hatte Monro am St. Mungo’s College in Glasgow gelehrt. |
| John William McNee          | Esq., D.S.O., M.D., D.Sc., Ch.B., F.R.C.P.  | 1936 | 1. Okt. 1953  | McNee hatte ab 1936 wegweisende Forschungen zur Leber und Milz unternommen und war Co-Autor eines medizinischen Lehrbuchs. Auf McNees Betreiben stiftete ein ansässiger Reeder Gelder zur Gründung des Gardiner-Instituts. 1951 wurde McNee zum Ritter geschlagen und 1954 mit einem Ehrendoktor der Universität geehrt. |
| Edward Johnson Wayne        | Esq., M.Sc., Ph.D., M.D., F.R.C.P. (London) | 1953 | 30. Sep. 1967 | Wayne erforschte Erkrankungen der Schilddrüse, Herz-Kreislauf-Erkrankungen, Osteoporose und Erkrankungen des Bluts (Hämatologie). Vor der Entwicklung belastbarer Laborergebnisse für die Funktion der Schilddrüse, verwendete er eine selbst entwickelte Methode zur Diagnostik, den Wayne’s Index zur Ermittlung von Fehlfunktionen des Organs. Waynes Arbeit im Komitee zu Alkohol und Verkehrssicherheit im Auftrag der British Medical Association führte 1967 zur Einführung einer 0.8 ‰-Grenze in Großbritannien. 1964 wurde Wayne geadelt. |
| Graham Malcolm Wilson       | Esq., M.B., Ch.B., B.Sc., M.D., D.Sc.       | 1967 |               | Wilsons Interessen konzentrierten sich auf den peripheren Blutkreislauf und Endokrinologie, insbesondere die Funktion der Schilddrüse. Darüber hinaus arbeitete er an Erkrankungen der Nieren und dem Metabolismus von Knochen. Neben seinen sachlichen Forschungen arbeitete Wilson intensiv an der Verbesserung der Lehre. |

## Regius Professor of Materia Medica
Eine Dozentur für Materia Medica bestand schon seit 1766, wurde aber erst 1831 durch William IV. als königlicher Lehrstuhl eingerichtet.

## Medicine and Therapeutics Regius Professors
| Name                    | Namenszusatz | von  | bis  | Anmerkung |
| ----------------------- | ------------ | ---- | ---- | --- |
| John Low Reid           |              | 1989 | 2009 | Die Mitteilung von Reids Ernennung in den Amtsblättern des Königreichs nennt ausdrücklich Abraham Goldberg als Vorgänger. Mit Reid wurden zwei Regius Professuren, die für Practice of Medicine und die für Materia Medica in eine Professur zusammengeführt: die Regius Professur of Medicine and Therapeutics. Reid forschte zu Bluthochdruck (Hypertonie) und arbeitete mit vielen Krankenhäusern und Forschungsteams zusammen. |
| Anna Felicja Dominiczak |              | 2010 |      | Anna Dominiczak wurde die erste Frau, die überhaupt eine Regius-Professur der Universität innehat. Zuvor hielt sie die Professur der British Heart Foundation für Herzerkrankungen an der Universität Glasgow (1997–2010) und leitete das Cardiovascular Research Center (2006–2010). 2016 wurde sie für ihre Leistungen als Dame Commander of the British Empire geadelt.                                                         |